# Mytilos
 (janvier 2025).
La mise en forme du texte ne suit pas les recommandations de Wikipédia : il faut le « wikifier ».
Les points d'amélioration suivants sont les cas les plus fréquents. Le détail des points à revoir est peut-être précisé sur la page de discussion.
- Les titres sont pré-formatés par le logiciel. Ils ne sont ni en capitales, ni en gras.
- Le texte ne doit pas être écrit en capitales (les noms de famille non plus), ni en gras, ni en italique, ni en « petit »…
- Le gras n'est utilisé que pour surligner le titre de l'article dans l'introduction, une seule fois.
- L'italique est rarement utilisé : mots en langue étrangère, titres d'œuvres, noms de bateaux, etc.
- Les citations ne sont pas en italique mais en corps de texte normal. Elles sont entourées par des guillemets français : « et ».
- Les listes à puces sont à éviter, des paragraphes rédigés étant largement préférés. Les tableaux sont à réserver à la présentation de données structurées (résultats, etc.).
- Les appels de note de bas de page (petits chiffres en exposant, introduits par l'outil «  Source ») sont à placer entre la fin de phrase et le point final[comme ça].
- Les liens internes (vers d'autres articles de Wikipédia) sont à choisir avec parcimonie. Créez des liens vers des articles approfondissant le sujet. Les termes génériques sans rapport avec le sujet sont à éviter, ainsi que les répétitions de liens vers un même terme.
- Les liens externes sont à placer uniquement dans une section « Liens externes », à la fin de l'article. Ces liens sont à choisir avec parcimonie suivant les règles définies. Si un lien sert de source à l'article, son insertion dans le texte est à faire par les notes de bas de page.
- La présentation des références doit suivre les conventions bibliographiques. Il est recommandé d'utiliser les modèles {{Ouvrage}}, {{Chapitre}}, {{Article}}, {{Lien web}} et/ou {{Bibliographie}}. Le mode d'édition visuel peut mettre en forme automatiquement les références.
- Insérer une infobox (cadre d'informations à droite) n'est pas obligatoire pour parachever la mise en page.

Pour une aide détaillée, merci de consulter Aide:Wikification.
Si vous pensez que ces points ont été résolus, vous pouvez retirer ce bandeau et améliorer la mise en forme d'un autre article.
Mytilos ou Mytilus (grec ancien :  Μύτιλος, latin : Mytilus) est une roi qui régna vers 270 / 231 av. J.-C.. 

## Histoire
Roi illyrien, il gouvernait le sud de l'Illyrie, autour de l'arrière-pays de Dyrrhachion et d' Apollonia. Successeur et probablement fils de Monunios, Mytilus est mentionné par Pompée Trogue (premier siècle av. J.-C.) et Frontin (premier siècle apr. J.-C.) qui relatent son conflit militaire avec les Illyriens et les Épirotes sous Alexandre II, fils de Pyrrhus. Ces récits, bien que fragmentaires, soulignent les tensions constantes entre les Illyriens et leurs voisins dans un contexte de luttes pour la suprématie régionale.
Vers 270 av. J.-C., Mytilus fit frapper des pièces de bronze à Dyrrhachion portant son nom et le symbole de la ville. Ces monnaies, émises dans l’atelier monétaire de la cité, témoignent de l’autorité qu’il exerçait sur elle, à l’instar de Monunios. Les pièces contemporaines d'Apollonia portaient uniquement son monogramme, accompagné de symboles proches de ceux de la Ligue étolienne, un adversaire de l’Épire. Ces choix monétaires semblent témoigner d’une volonté d’affirmer son autorité tout en participant aux réseaux d’échanges économiques de l’époque. Des exemplaires de ces pièces, ornées de la tête d’Hercule à l’avers et de ses attributs au revers (carquois, arc et massue), sont conservés au Musée archéologique de Zagreb.

## Conflits et implications régionales
Malgré l'invasion de son territoire par Alexandre II vers 270 av. J.-C., Mytilus semble avoir conservé son autorité sur Durrës. Le contrôle de cette cité et d’Apollonia sous son règne montre que les Illyriens avaient retrouvé l’étendue et l’autorité qu’ils possédaient à l’époque de Glaucias,. Mytilus aurait également mené une incursion en territoire épirote, bien que les détails de cette campagne restent flous.
C’est durant son règne que Rome fut pour la première fois sollicitée pour intervenir dans les Balkans. Cette intervention, déclenchée par des conflits entre les Illyriens, les Épirotes et la Ligue étolienne, marque le début de l'implication romaine dans la région, ouvrant la voie à une domination progressive,.